# جون ويلينغتون غوين
جون ويلينغتون غوين هو محامي وقاضي كندي، ولد في 30 مارس 1814 في كاسلنوك ‏ في جمهورية أيرلندا، وتوفي في 7 يناير 1902 في أوتاوا في كندا.